# Praça de Toiros de Alter do Chão
A Praça de Toiros de Alter do Chão é uma Praça de Toiros localizada na vila de Alter do Chão, em Portugal. Foi inaugurada em 1918. Encontra-se classificada administrativamente como de 3ª Categoria.

## História
Alter do Chão é um concelho com antigas tradições taurinas. Desde o século XVII que há registo da realização de corridas de toiros.
Primeiramente os espectáculos tauromáquicos decorriam em recintos desmontáveis de madeira. A Banda Municipal Alterense, criada em 1896 por Alvará Régio de D. Carlos I com a designação de Real Philarmónica Alterense, promoveu em 1918 a construção de uma nova Praça de Toiros, permanente e em alvenaria.
A Praça foi ao longo do tempo beneficiada com várias obras de conservação, sendo de destaque as obras efectuadas em 1994, com a instalação de iluminação elétrica com vista à realização de espectáculos nocturnos. 

## Descrição
De estilo clássico e com capacidade para 2.294 lugares, o edifício consta de planta circular, com bancadas corridas. Contígua à Praça de Toiros encontra-se uma fonte datada do século XVIII, designada de Chafariz dos Bonecos, em alvenaria e trabalho de massa com ornamentação da época. Deve o seu nome a pequenas esculturas que tinha nas extremidades e no coroamento.

## Tauromaquia em Alter do Chão
Concelho de antigas tradições taurinas e equestres, Alter do Chão foi desde sempre terra de coudelarias e ganadarias. 
A Coudelaria de Alter (Alter Real), a mais antiga coudelaria do Mundo, situa-se cerca da vila de Alter do Chão. Foi fundada em 1748 pelo Rei D. João V no âmbito de uma nova política coudélica, iniciada em 1708, que preconizava a produção nacional de cavalos de sela, de Alta Escola. Coube ao Rei D. José I a estruturação da Coudelaria de Alter.
O Grupo de Forcados Amadores de Alter do Chão, fundado em 1999, representa o concelho por todo o País em actuações em corridas de toiros.

## Actualidade
Na actualidade a Praça de Toiros de Alter do Chão é usada como espaço cultural para a realização de espectáculos tauromáquicos, concertos e festivais. De destacar o Festival Romano, realizado anualmente.